# 大瀧友里奈
大瀧 友里奈（おおたき ゆりな）は、日本の環境学者。東京大学総合教育研究センター准教授等を経て、一橋大学大学院社会学研究科教授。学際情報学博士。東京都生まれ。 研究分野は環境科学・水環境学。土木学会優秀講演者賞受賞。

## 経歴
東京大学工学部都市工学科卒業、同大学院修士課程修了。日本たばこ産業株式会社に勤務。東京大学大学院学際情報学府修士課程および博士課程修了。東京大学総合教育研究センター准教授等を経て、2016年から一橋大学大学院社会学研究科総合社会科学専攻人間行動研究分野（環境科学）兼地球社会研究専攻地球環境論（水環境学）教授。1994年、「PHA生産手段としての疑似嫌気好気法の基礎的検討」により、土木学会優秀講演者賞受賞。2011年「衛生学的観点からみた江戸の水システムの評価」により、土木学会優秀講演者賞受賞。

## 研究
人々が水を身近に感じ、水と積極的に関わり、自らの問題として水と向き合うことができるようになるという意識と、それらを実現可能にする適切な知識として、「水リテラシー」という概念を提唱している。

## 著作

### 著書
- Environmental History of Water"IWA Publishing 2007

### 論文
- 「都市生活者の意識変革に必要な「水リテラシー」という概念の提唱」、他多数